# Poltár
Poltár (ungarisch Poltár) ist eine Stadt in der Mittelslowakei.

## Geographie
Die Stadt liegt im hügeligen Südslowakischen Kessel, südlich der Revúcka vrchovina („Rauschenbacher Bergland“, Teil des Slowakischen Erzgebirge) an den Flüssen Ipeľ und Poltarica, 18 km nordöstlich von Lučenec, 24 km von Rimavská Sobota und 80 km südöstlich von Banská Bystrica entfernt.
Die durchschnittliche Jahrestemperatur beträgt 8 °C und der jährliche Niederschlag um 700 mm.
Poltár gliedert sich in folgende 5 Stadtteile:
- Hájiky – Maky
- Poltár
- Prievrana
- Slaná Lehota (1964 eingemeindet)
- Zelené (1966 eingemeindet)

## Geschichte

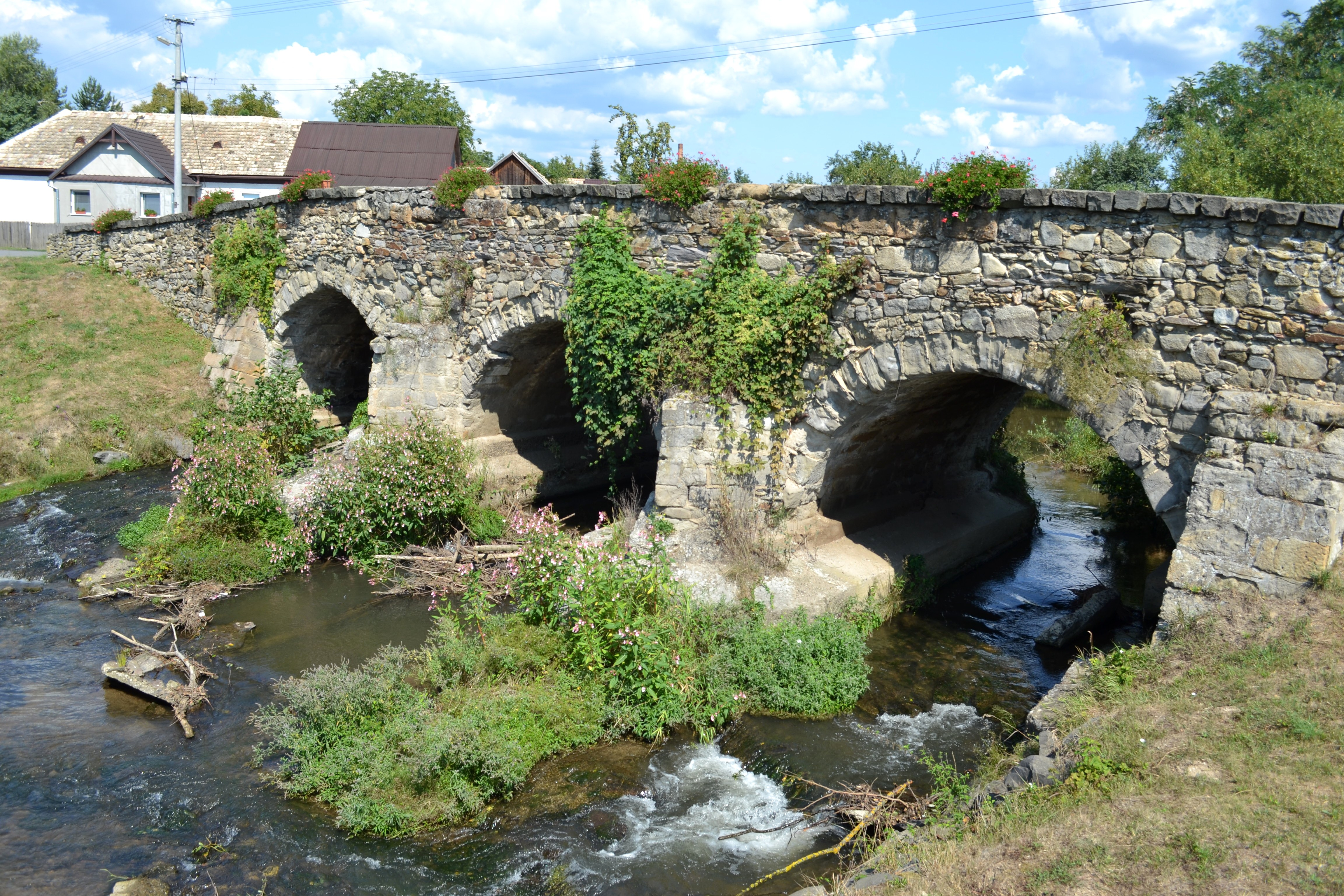
Türkische Brücke von Poltár

Im heutigen Gemeindegebiet wurden mehrere Funde aus der Bronzezeit, Reste einer slawischen Festung aus den 7. und 8. Jahrhundert sowie Grundriss einer mittelalterlichen Burgstätte gefunden. Poltár wurde 1246 zum ersten Mal schriftlich als silva Polta erwähnt und gehörte bis 1330 der Familie Zach, dann bis ins 18. Jahrhundert der Familie Soos. Im 15. Jahrhundert gab es im Ort eine kleine Giskra-Festung. Im 16. Jahrhundert war Poltár in einen Ober- und einen Unterteil geteilt; in den Jahren 1554–1593 wurde es von den Osmanen besetzt. Nachdem die Ortschaft seit 1742 der Familie und seit dem Ende des 18. Jahrhunderts mehreren Edelmänner. In dieser Zeit gab es im Ort zwei Mühlen. 1828 gab es in Poltár 83 Häuser, in denen 56 Einwohner wohnten. Die Bevölkerung beschäftigte sich mit der Landwirtschaft, Binderei und Töpferei. 1869 wurde eine Ziegelei eröffnet.
Bis 1918 gehörte Poltár im Komitat Neograd zum Königreich Ungarn, danach kam zur neu entstandenen Tschechoslowakei. 1964, bzw. 1966 wurde die selbständige Gemeinde Slaná Lehota, bzw. Zelené eingemeindet und seit 1969 genießt Poltár das Stadtrecht.
Heute ist die Stadt für sein Glaswerk (Slovglass Poltár) bekannt, die jedoch nach der Wende im Jahr 1989 in finanzielle Schwierigkeiten geriet.

## Bevölkerung
| Jahr:                | 1994. | 2004.   | 2014.   | 2024.    |
| -------------------- | ----- | ------- | ------- | -------- |
| Anzahl der Personen: | 5960  | 5977    | 5742    | 5123     |
| Unterschied:         |       | +0,28 % | -3,93 % | -10,78 % |

| Jahr:                | 2023. | 2024.   |
| -------------------- | ----- | ------- |
| Anzahl der Personen: | 5170  | 5123    |
| Unterschied:         |       | -0,90 % |

## Sehenswürdigkeiten
- evangelische Kirchen in Poltár (1791) und in den Stadtteilen Slaná Lehota (1869) und Zelené (1835)
- moderne römisch-katholische Kirche der Heiligen Kyrill und Method (1997)
- ursprünglich klassizistisches, später neugotisches Landschloss mit einem Park (1782)
- von Osmanen erbaute Steinbrücke über den Fluss Ipeľ (auch Turecký most, deutsch „Türkische Brücke“ genannt)

## Verkehr
Die Stadt ist über die Landesstraße 595 von Tomášovce bei Lučenec oder von Kokava nad Rimavicou aus erreichbar. Es gibt auch eine Bahnstrecke mit einigen Nahverkehrszugsverbindungen nach Lučenec oder Utekáč; die Strecke nach Rimavská Sobota ist seit 2000 stillgelegt.
Die Stadt ist durch Busverbindungen nach Lučenec oder Rimavská Sobota angeschlossen.

## Persönlichkeiten
- Gabriel Altmann (1931–2020), Sprachwissenschaftler
- Ivan Gašparovič (* 1941), Präsident der Slowakei bis 2014
- Andrea Štrbová (* 1995), Beachvolleyballspielerin